# Geoffroy II de Villehardouin
Geoffroy II de Villehardouin (c. 1195 - 1246) est prince d'Achaïe des environs de 1229 à 1246.

## Biographie
Il est le fils aîné de Geoffroi Ier de Villehardouin, et nait en Champagne vers 1195. Son père, qui a participé à la quatrième croisade, s'est installé dans le Péloponnèse et s'est fait reconnaitre prince d'Achaïe vers 1210. Il fait alors venir de France sa femme et son fils, alors âgé d'une quinzaine d'années. 
Il épouse en 1217 la fille de l'empereur Pierre II de Courtenay, Agnès. Associé au gouvernement, il est menacé d'excommunication avec son père en 1222 à cause d'un conflit avec l'Église relatif à la construction du château de Clermont.
Il devient prince d'Achaïe à la mort de son père à une date incertaine entre 1228 et 1230. Sous son règne, l'influence de la principauté grandit ; il reçoit ainsi vers 1236 l'hommage du comte de Céphalonie.
Sous son règne, la principauté connait une prospérité qui lui permet d'entretenir une cour brillante. Il reste en paix avec ses voisins du sud-est du Péloponnèse (Byzantins et tribus slaves de Monemvasie, de Zaconie et du Taygète).
Il pouvait lever une forte armée et une flotte conséquente, ce qui lui permet de venir en aide à Constantinople assiégée en 1236 et en 1238 (par Jean III Doukas Vatatzès). 
Geoffroy II meurt probablement en 1246 et est enterré dans sa capitale, Andravida, dans l'église du monastère St Jacques appartenant aux Templiers. Il n'a pas d'enfant, et c'est son frère Guillaume qui lui succède.